# Brenner (släkt)
Brenner är en finländsk släkt, av vilken ett par grenar överflyttat till Sverige.
En gren adlades 1664 som adlig ätt 762 på Svenska Riddarhuset men utdog redan 1692. 
En annan gren adlades 1712 genom konstnären Elias Brenner som adlig ätt 1464 på Svenska Riddarhuset. Grenen dog ut på 1800-talet. En gren av den senare ätten kallade sig de Brenner.
Bland övriga medlemmar av släkten märks:
- Isak Brenner (1603-1677), Elias Brenners far, kyrkoherde i Storkyrko
- Sophia Elisabet Brenner (1659-1730), Elias Brenners hustru, författare
- Henrik Brenner (1669-1732), brorson till Isak Brenner, orientalist och biblioteksman
- Peter Johansson Brenner (1677-1720), präst